# 喬治地島
喬治地島（羅馬化：Zemlya Georga），是俄羅斯的島嶼，屬於法蘭士約瑟夫地群島的一部分，由阿爾漢格爾斯克州負責管轄。喬治地島面積2,821平方公里，是該群島最大的島嶼，南北端相距115公里，島上最高點海拔416米。
這個島嶼以英王乔治五世命名。

## 外部連結
- Prince Georg Land in Franz Josef Land（页面存档备份，存于）
- Prince George:

80°30′N 49°0′E / 80.500°N 49.000°E